# Petreștii de Jos
Petrestii de Jos là một xã thuộc hạt Cluj, România. Dân số thời điểm năm 2002 là 1888 người.